# Ferrovia Meiringen-Innertkirchen
La ferrovia Meiringen–Innertkirchen (acronimo MIB) è una ferrovia a scartamento metrico che collega Meiringen sulla Ferrovia del Brünig, in Svizzera, a Innertkirchen.

## Storia

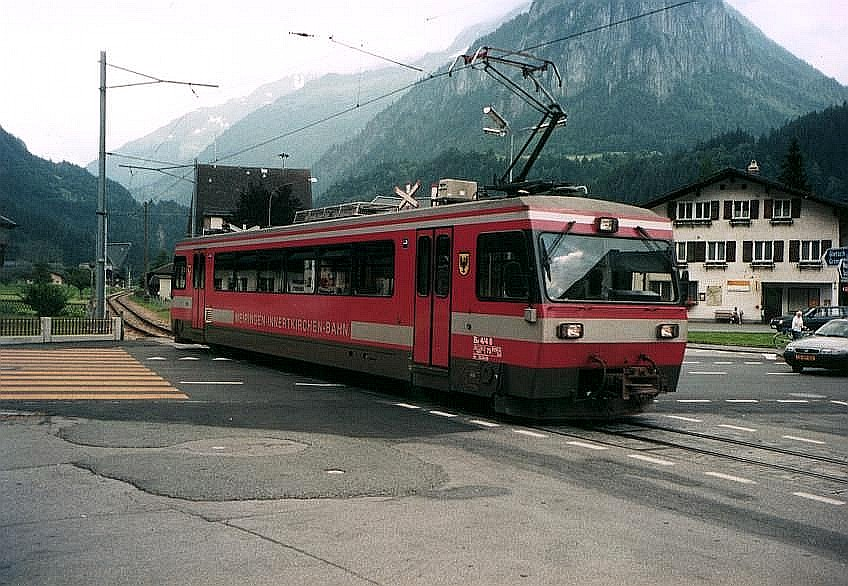
Elettromotrice Be 4/4 8 a Innertkirchen

La ferrovia entrò in servizio nell'agosto 1926 come raccordo tra la stazione di Meiringen (sulla ferrovia del Brünig) e Innertkirchen, per la costruzione di centrali idroelettriche nell'Oberhasli da parte della Kraftwerke Oberhasli (KWO), fondata nel 1925, e fu inaugurata con trazione a vapore. Nel 1931 questa venne sostituita con locomotive elettriche ad accumulatori, iniziando a svolgere anche servizio di trasporto per gli abitanti della zona.
Alla cessazione dei lavori di costruzione delle centrali (1944) i comuni della zona richiesero alla KWO il mantenimento della linea; a tal fine venne richiesta e ottenuta nel 1946 la concessione da parte delle autorità federali. 
Rinnovata nel 1976 la concessione per un periodo di 50 anni, l'anno successivo la linea venne elettrificata con linea aerea a corrente continua a 1 200 volt: a tal fine vennero acquistate due elettromotrici usate provenienti dalla Oberrheinische Eisenbahn-Gesellschaft di Mannheim, modificate dalle officine FFS di Meiringen con l'installazione di un motore Volkswagen per permetterne la circolazione nell'area della stazione di Meiringen (elettrificata, come la linea del Brünig, in corrente alternata monofase); con esse veniva svolto sia il servizio viaggiatori che quello merci.
Con effetto dal 1º gennaio 2021 la Meiringen-Innertkirchen è stata venduta dalla KWO alla Zentralbahn (ZB).

## Caratteristiche
La linea, a scartamento metrico, è lunga 5 km ed è elettrificata a corrente continua con la tensione di 1200 V. La pendenza massima della linea è del 20 per mille, il raggio minimo di curva di 80 metri. È interamente a binario unico.

### Percorso
|  | Continuation backward |

| Unknown route-map component "CONTgq" | Unknown route-map component "ABZg+r" |

|  | Station on track |

|  | Non-passenger station/depot on track |

|  | Stop on track |

|  | Unknown route-map component "uexCONTgq" | Unknown route-map component "emKRZ" | Unknown route-map component "uexCONTfq" |

|  | Stop on track |

|  | Unknown route-map component "tSTRa" |

|  | Unknown route-map component "tHST" |

|  | Unknown route-map component "tSTRe" |

|  | Stop on track |

|  | Enter and exit short tunnel |

|  | Stop on track |

|  | End station |

La linea parte dalla stazione di Meiringen della ferrovia del Brünig, e segue il corso del fiume Aar; ad Alpbach veniva incrociata a livello la tranvia Meiringen-Aareschlucht, attiva tra il 1912 e il 1956. La linea entra quindi in una galleria sotto le gole dell'Aar, con una fermata in corrispondenza delle stesse; uscita dal tunnel viene raggiunto il capolinea di Innertkirchen.

## Materiale rotabile

### Materiale motore - prospetto di sintesi
| Tipo                        | Matricola     | Anno di costruzione | Costruttore | Note |
| --------------------------- | ------------- | ------------------- | ----------- | --- |
| Locomotive a vapore         | G 2/2+2/3 1÷2 | 1896                | SLM         | ex RhB, acquistate nel 1926, radiate nel 1940                                                                                                   |
| Locomotore ad accumulatori  | Ta 2/2 3      | 1931                | Oerlikon    | ceduto nel 1979 alla Deutscher Eisenbahn-Verein                                                                                                 |
| Automotrice ad accumulatori | BDa 2/2 4     | 1939                | SIG-SAAS    | ceduta nel 1982 al Museo svizzero dei trasporti                                                                                                 |
| Automotrice ad accumulatori | BDa 2/2 5     | 1949                | SIG-SAAS    | monumentata ad Innertkirchen |
| Automotrici                 | Bem 4/4 6÷7   | 1952                | Fuchs-BBC   | acquistate nel 1976 dalla OEG, accantonate tra 1998 e 2000                                                                                      |
| Automotrice                 | Be 4/4 8      | 1996                | Stadler     | |
| Automotrice                 | Be 4/4 9      | 1961                | SWS-MFO     | acquistata nel 1997 dalla RBS (ex VBW), accantonata nel 2007                                                                                    |
| Trattore da manovra         | Tm II 10      | 1961                | RACO        | originariamente a scartamento normale, nel 1987 trasformato a scartamento metrico, acquistato nel 2000 dalle FFS, ceduto nel 2011 a La Traction |
| Automotrice                 | BDe 4/4 11    | 1953                | SIG-SAAS    | acquistata nel 2005 dalle CJ |
| Locomotore Diesel-elettrico | Gem 4/4 12    | 1952                | SIG-SAAS    | acquistato nel 2010 dalle CJ |
| Automotrice                 | Be 2/6 13     | 1997                | Stadler     | tipo GTW 2/6, acquistato nel 2018 dalla MVR; dal 2021 rinumerato Be 125 013                                                                     |